# Dragon Slayer (videojuego)
Dragon Slayer (ドラゴンスレイヤー Doragon Sureiyā?) es un videojuego de rol de acción, desarrollado por Nihon Falcom y diseñado por Yoshio Kiya. Fue lanzado originalmente en 1984 para PC-8801, PC-9801, X1 y FM-7, y se convirtió en un gran éxito en Japón. Le siguió una versión para MSX publicado por Square en 1985 (lo que lo convierte en uno de los primeros títulos publicados por Square), una versión de Super Cassette Vision de Epoch en 1986 y una versión de Game Boy de la misma empresa en 1990 bajo el nombre Dragon Slayer I (ドラゴンスレイヤーI Doragon Sureiyā Wan?). Se estaba desarrollando una versión para PC-6001mkII, pero nunca se lanzó. Se incluyó una nueva versión de Dragon Slayer en la colección Falcom Classics para Sega Saturn.
Dragon Slayer comenzó la serie Dragon Slayer, una serie de videojuegos que abarca varios títulos populares de Falcom, como  Dragon Slayer II: Xanadu, Sorcerian, y Legacy of the Wizard.

## Jugabilidad
Dragon Slayer es un ejemplo temprano del género de los videojuegos de rol de acción, para el cual sentó las bases. Basándose en los elementos prototípicos de los videojuegos de rol de acción de Panorama Toh (1983), creado por Yoshio Kiya y Nihon Falcom, así como de The Tower of Druaga (1984) de Namco, Dragon Slayer es considerado a menudo el primer videojuego de rol de acción verdadero. A diferencia de los roguelikes por turnos anteriores, Dragon Slayer era un videojuego de rol de exploración de mazmorras que era completamente en tiempo real con un combate orientado a la acción, que combinaba mecánicas de acción de estilo arcade con mecánicas de rol tradicionales.
Dragon Slayer incluía un mapa dentro del juego para ayudar con el rastreo de mazmorras, requería una gestión de objetos debido a que el inventario estaba limitado a un objeto a la vez, y presentaba puzles basados en objetos similares a The Legend of Zelda. La fórmula de un videojuego de rol de acción con vista aérea de Dragon Slayer se utilizó en muchos videojuegos posteriores. Junto con su competidor, Hydlide, Dragon Slayer sentó las bases para el género de los videojuegos de rol de acción, incluidas franquicias como Ys y The Legend of Zelda.